# 모리나가 치토세
모리나가 치토세(일본어: 森永 千才 もりなが ちとせ[*])는 일본의 여성 성우이다. 스테이 럭 소속이다. 가나가와현 출신이다.